# 리만 합
수학에서 리만 합(Riemann sum)은 적분의 값을 근사하는 데 사용되는 방법이다. 또한 새로운 적분 연산을 정의하기 위해 사용되기도 한다. 리만 합이라는 수학 용어는 베른하르트 리만의 이름을 본따서 붙여졌다.

## 정의
실수의 부분집합 D에서 정의되는 함수 f: D → R를 생각하자. 그리고 I=[a, b]인 닫힌구간이 D 안에 들어있다고 하자. 점들의 유한 집합 {x0, x1, x2, ... xn}은 a = x0 < x1 < x2 ... < xn = b이고 I안에 들어있는 다음의 분할(영어: partition)을 생성한다. :
P = {[x0, x1), [x1, x2), ... [xn-1, xn]}
만약 P가 I의 n 개의 원소들을 가지는 분할이라면, I 상에서 분할 P를 가지는 f의 리만 합은 다음과 같이 정의된다. :
{\displaystyle S=\sum _{i=1}^{n}f(y_{i})(x_{i}-x_{i-1})}
여기서 xi-1 ≤ yi ≤ xi이며, 구간 내에서 yi의 선택은 임의적이다. 모든 i에 대하여 yi = xi라면 S는 오른쪽 리만 합으로, yi = xi-1라면 왼쪽 리만 합, yi = (xi+xi-1)/2라면 가운데 리만 합으로 각각 불린다. 왼쪽 리만 합과 오른쪽 리만 합의 평균을 취한 것이 사다리꼴 합(영어: Trapezoidal sum)이라고 불리는 것과 같다.
우리가 다음 식을 가지고 있다고 하자. :
{\displaystyle S=\sum _{i=1}^{n}v_{i}(x_{i}-x_{i-1})}
여기서, vi는 [xi-1, xi]에서 f의 최소 상한이다. 그러면 S는 위쪽 리만 합으로 정의될 수 있다. 이와 비슷하게, vi가 [xi-1, xi]에서 f의 최대 하한이라면 S는 아래쪽 리만 합이다.
주어진 분할(xi-1과 xi 사이에서 임의로 선택한 yi)을 가지는 어떠한 리만 합도 위쪽 리만 합과 아래쪽 리만 합 사이에 들어있게 된다. 어떤 함수가 분할을 더 작게 쪼개면 쪼갤수록 아래쪽 리만 합과 위쪽 리만 합이 점점 가까워진다면 이 함수는 리만 적분 가능으로 정의된다. 이 사실은 수치 적분에 사용된다.

## 방법들
위에서 언급했듯이, 리만 합을 계산하기 위한 몇 가지 방법들이 있다. 왼쪽, 오른쪽, 가운데, 사다리꼴 합이 바로 그것이다. 아래에서는 각 구간이 동일한 크기를 가지는 분할을 이용해 간단한 경우로 예를 들어보겠다. 즉, [a, b]는 n개의 구간으로 쪼개지고, 각각의 길이 Q=(b-a)/n이다. 따라서 각 분할의 점들은
a, a+Q, a+2Q, ..., a+(n−2)Q, a+(n−1)Q, b.
이 된다.

### 1.왼쪽 리만 합

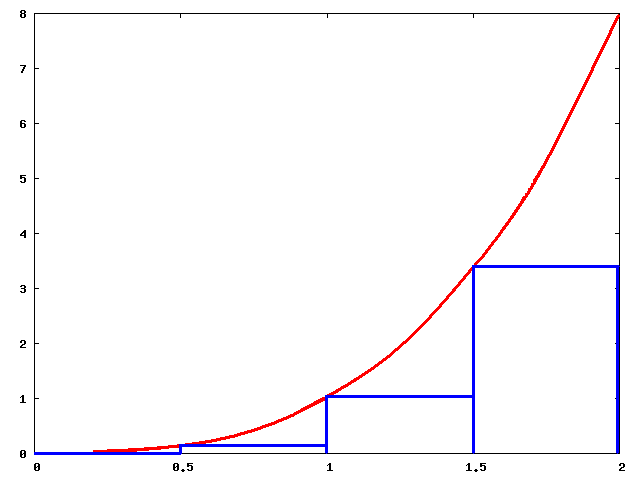
[0,2]에서 x^{3}의 왼쪽 리만 합은 4개의 부분 구간을 가진다.

왼쪽 리만 합을 계산하기 위해 분할한 각 구간의 왼쪽 끝점을 함숫값(=높이)으로 이용한다. 그러면 밑변 Q와 높이 f(a+iQ)를 가지는 여러 개의 사각형이 생긴다. 이것을 i=0, 1, ..., n−1 동안 반복하여 더하면 결과 면적은
{\displaystyle Q\left[f(a)+f(a+Q)+f(a+2Q)+\dots +f(b-Q)\right].\,}
이 된다.
이 구간에서 f가 단조 감소인 경우 왼쪽 리만 합은 실제 값보다 크게 예측한 것이 될 것이고, 단조 증가라면 실제보다 작게 예측한 것이 될 것이다.

### 2.오른쪽 리만 합

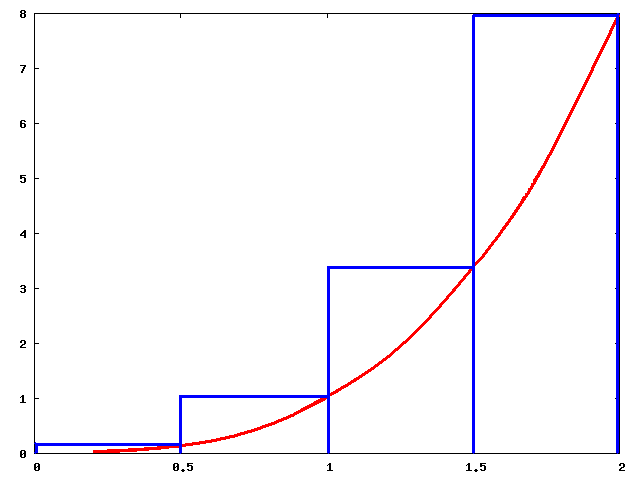
[0,2]에서 4개의 부분 구간을 가지는 x^{3}의 오른쪽 리만 합

여기서는 각 구간의 오른쪽 끝점을 함숫값(=높이)으로 이용한다. 그러면 Q와 높이 f(a+iQ)를 가지는 여러 개의 사각형이 생긴다. 이것을 i=1, 2, n−1 동안 반복하여 더하면 다음 결과를 얻는다. :
{\displaystyle Q\left[f(a+Q)+f(a+2Q)+\dots +f(b)\right].\,}
왼쪽 리만 합과 반대로, 오른쪽 리만 합은 단조 증가인 f의 리만 합을 크게 예측한 것이 되고, 단조 감소인 f의 리만 합을 작게 예측한 것이 된다.
- (주의)*

-왼쪽 리만 합과 오른쪽 리만 합은 함수 꼴에 따라 부등호의 방향이 바뀔 수 있다. (증가함수와 감소함수의 경우 좌,우 리만 합의 부등호 방향이 바뀐다.)

### 3.가운데 리만 합

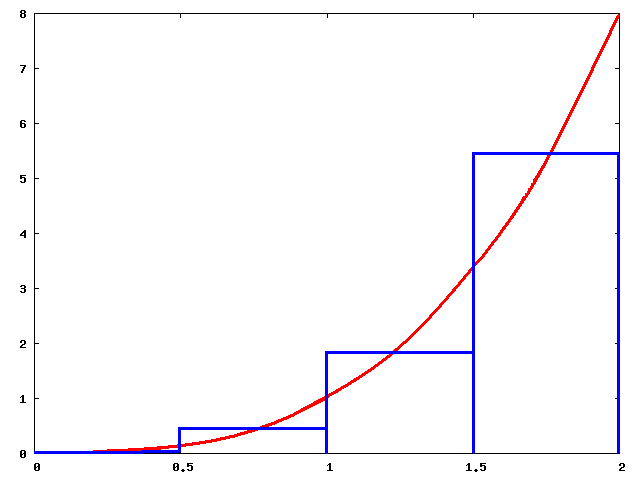
[0,2]에서 4개의 부분 구간을 가지는 x^{3}의 가운데 리만 합

이 경우에는 각 부분 구간의 중간점에서 f의 값을 구한다. 따라서 첫 번째 구간은 f(a + Q/2)의 값을, 두 번째 구간은 f(a + 3Q/2)를 가진다. 이를 반복하여 마지막 구간에 다다르면 f(b-Q/2)이 된다. 이것을 모두 합하면,
{\displaystyle Q\left[f(a+Q/2)+f(a+3Q/2)+\dots +f(b-Q/2)\right].}
임을 알 수 있다.
이 식의 오차는
{\displaystyle \left\vert \int _{a}^{b}f(x)-A_{mid}\right\vert \leq {\frac {M_{2}(b-a)^{3}}{(24n^{2})}},}
가 된다. 여기서 {\displaystyle M_{2}}는 이 구간에서 {\displaystyle f^{\prime \prime }(x)}의 절댓값의 최댓값이다.

### 4.사다리꼴 규칙

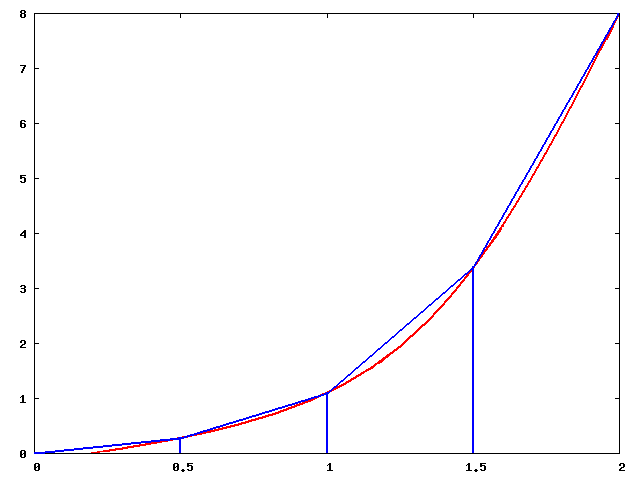
[0,2] 구간에서 4개의 부분 구간을 가지는 x^{3}의 사다리꼴 리만 합

여기서는, 각 구간의 왼쪽 끝점과 오른쪽 끝점의 평균값을 이용하여 구한다. 위의 방법들과 마찬가지로, 각 사다리꼴의 넓이인 {\displaystyle A=h(b_{1}+b_{2})/2} (평행한 두 변은 b1, b2, 높이가 h)을 더하면,
{\displaystyle {\frac {1}{2}}Q\left[f(a)+2f(a+Q)+2f(a+2Q)+2f(a+3Q)+\dots +f(b)\right].}
이 적분 근사식의 오차는
{\displaystyle \left\vert \int _{a}^{b}f(x)-A_{trap}\right\vert \leq {\frac {M_{2}(b-a)^{3}}{(12n^{2})}},}
가 된다. 여기서 {\displaystyle M_{2}}는 이 구간에서 {\displaystyle f^{\prime \prime }(x)}의 절댓값의 최댓값이다.

## 같이 보기
- 적분학